# Икараси
Икараси или Игараси-Кава (яп. 五十嵐川 икараси-гава) — река в Японии на острове Хонсю, правый приток крупнейшей реки Японии — Синано. Протекает по территории префектуры Ниигата.
Длина Икараси составляет 38,7-40,8 км, территория её бассейна — 310,1 км².
Исток реки находится под горой Эбоси (яп. 烏帽子山, высотой 1350 м), на границе префектур Фукусима и Ниигата. В Икараси впадает река Сумон, после чего она протекает через впадину Ситада (яп. 下田盆地) и впадает в реку Синано в городе Сандзё.
В июле 2004 года в префектурах Ниигата и Фукусима начались проливные дожди. В городе Сандзё за 48 часов выпало 216 мм осадков, что являлось рекордом за 25 лет. В результате дождя в городе прорвало дамбу на левом берегу Икараси. Наводнение привело к гибели 9 человек, пострадало 80 человек, было затоплено более 5000 домов, в некоторых частях города глубина воды достигла 2 м
После наводнения высота дамб вдоль берегов реки была увеличена, русло расширено и углублено. Около 400 домов, находящихся в подверженной наводнениям зоне, были перемещены..